# Tónus muscular
O tônus muscular(pt-BR) ou tónus(pt-PT?) (AO 1990) é uma contração ligeira que apresenta um músculo quando está em repouso; tecnicamente, é o estado de tensão elástica que permite iniciar a contração do músculo rapidamente após o impulso dos centros nervosos. O tónus é a resistência do músculo no alongamento, que mantém a postura do corpo para executar movimentos contínuos. No estado de relaxamento completo (estado sem tónus) o músculo levaria mais tempo para iniciar a contração.
O tónus muscular pode apresentar-se alterado numa avaliação diagnóstica. Quando este estiver aumentado (musculatura rígida), denomina-se hipertonia e quando o tónus apresentar-se diminuído (musculatura flácida), denomina-se hipotonia.
É a contração de um músculo em repouso. Os músculos mantêm-se normalmente em um estado de contração parcial, o tónus muscular, que é causado pela estimulação nervosa, e é um processo inconsciente que mantém os músculos preparados para entrar em ação. Quando o nervo que estimula um músculo é cortado, este perde tónus e se torna flácido. Estados de tensão emocional podem aumentar o tónus muscular, causando a sensação física de tensão muscular. Nesta condição, gasta mais energia que o normal e isso causa a fadiga.